# Списак шефова држава и влада
Ово је списак државних вођа, који садржи попис свих шефова држава и шефова влада на свету.
У неким државама, пре свега у државама с председничким системом или диктатурама, функције шефа државе и шефа владе су обједињене, у зависности од уставних одредаба. Такође шеф државе може бити и колективно тело. У државама Комонвелта британска Краљ је формално државни поглавар коју представља генерални гувернер.
Међународно право предвиђа да у свакој држави постоји државни поглавар, као редовно тело заступања државе, који мора бити познат другим државама.

## Списак шефова држава и влада
| значење боја |
| --- |
| Зелене ћелије означавају лидере чије канцеларије уставно управљају извршном влашћу своје државе/владе.                                                                                 |
| Плаве ћелије означавају нецеремонијалне шефове држава са ограниченом моћи (нпр. Бутан) или дефакто владине лидере чије канцеларије немају дејуре уставну моћ (нпр. Саудијска Арабија). |

| Држава                      | Шеф државе                                  | Шеф државе                                    | Шеф владе                                            | Шеф владе                                 |
| Европа                      | Европа                                      | Европа                                        | Европа                                               | Европа                                    |
| --------------------------- | ------------------------------------------- | --------------------------------------------- | ---------------------------------------------------- | ----------------------------------------- |
| Азербејџан                  | Председник                                  | Илхам Алијев                                  | Премијер                                             | Али Асадов                                |
| Албанија                    | Председник                                  | Бајрам Бегај                                  | Председник Савета министара                          | Еди Рама                                  |
| Андора                      | Француски ко-принц Бискупски копринц        | Емануел Макрон Ђоан Енрик Вивес и Сисилија    | Председник владе                                     | Ксавијер Еспот Замора                     |
| Аустрија                    | Савезни председник                          | Александер Ван дер Белен                      | Савезни канцелар                                     | Кристијан Стокер                          |
| Белгија                     | Краљ                                        | Филип                                         | Премијер                                             | Барт Де Вевер                             |
| Белорусија                  | Председник                                  | Александар Лукашенко                          | Премијер                                             | Роман Головченко                          |
| Босна и Херцеговина         | Високи представник                          | Кристијан Шмит                                | Кристијан Шмит                                       | Кристијан Шмит                            |
| Босна и Херцеговина         | Председништво                               | Жељка Цвијановић Денис Бећировић Жељко Комшић | Председавајући Савета министара                      | Борјана Кришто                            |
| Бугарска                    | Председник                                  | Румен Радев                                   | Премијер                                             | Росен Жељазков                            |
| Ватикан                     | Папа                                        | Фрања                                         | Гувернер                                             | Пјетро Паролин                            |
| Грузија                     | Председник                                  | Михаил Кавелашвили                            | Премијер                                             | Иракли Кобахидзе                          |
| Грчка                       | Председник                                  | Катерина Сакеларопулу                         | Премијер                                             | Киријакос Мицотакис                       |
| Данска                      | Краљ                                        | Фредерик X Дански                             | Државни министар                                     | Мете Фредериксен                          |
| Естонија                    | Председник                                  | Алар Карис                                    | Премијер                                             | Кристен Михал                             |
| Република Ирска             | Председник                                  | Мајкл Хигинс                                  | Премијер (Тишок)                                     | Мишел Мартин                              |
| Исланд                      | Председник                                  | Гвидни Јоуханесон                             | Премијер                                             | Криструн Фрострадотир                     |
| Италија                     | Председник                                  | Серђо Матарела                                | Председник Савета министара                          | Ђорђа Мелони                              |
| Јерменија                   | Председник                                  | Вахан Хачатурјан                              | Премијер                                             | Никол Пашињан                             |
| Кипар                       | Председник                                  | Никос Христодулидис                           | Никос Христодулидис                                  | Никос Христодулидис                       |
| Летонија                    | Председник                                  | Едгарс Ринкевичс                              | Премијер                                             | Евика Силиња                              |
| Литванија                   | Председник                                  | Гитанас Науседа                               | Премијер                                             | Гинтаутас Палуцкас                        |
| Лихтенштајн                 | Кнез                                        | Ханс-Адам II                                  | Председник владе                                     | Данијел Риш                               |
| Лихтенштајн                 | Кнез-регент                                 | Алојз                                         | Председник владе                                     | Данијел Риш                               |
| Луксембург                  | Велики војвода                              | Анри                                          | Премијер                                             | Лик Фриден                                |
| Мађарска                    | Председник                                  | Тамаш Шуљок                                   | Премијер                                             | Виктор Орбан                              |
| Малта                       | Председник                                  | Миријам Спитери Дебоно                        | Премијер                                             | Роберт Абела                              |
| Монако                      | Кнез                                        | Алберт II                                     | Државни министар                                     | Пиер Дартут                               |
| Молдавија                   | Председник                                  | Маја Санду                                    | Премијер                                             | Дорин Речан                               |
| Немачка                     | Председник                                  | Франк Валтер Штајнмајер                       | Канцелар                                             | Фридрих Мерц                              |
| Норвешка                    | Краљ                                        | Харалд V од Норвешке                          | Државни министар                                     | Јонас Гар Стјоре                          |
| Пољска                      | Председник                                  | Анджеј Дуда                                   | Председник савета министара                          | Доналд Туск                               |
| Португалија                 | Председник                                  | Марсело Ребело де Соза                        | Премијер                                             | Луис Монтенегро                           |
| Румунија                    | Председник                                  | Никушор Дан                                   | Премијер                                             | Илије Боложан                             |
| Русија                      | Председник                                  | Владимир Путин                                | Премијер                                             | Михаил Мишустин                           |
| Сан Марино                  | Капетани-регенти                            | Филипо Тамањини                               | Секретар за спољне и политичке послове               | Лука Бекари                               |
| Сан Марино                  | Капетани-регенти                            | Гаетано Троина                                | Секретар за спољне и политичке послове               | Лука Бекари                               |
| Северна Македонија          | Председник                                  | Гордана Силјановска Давкова                   | Председник владе                                     | Христијан Мицкоски                        |
| Словачка                    | Председник                                  | Петер Пелегрини                               | Председник владе                                     | Роберт Фицо                               |
| Словенија                   | Председник                                  | Наташа Пирц Мусар                             | Председник владе                                     | Роберт Голоб                              |
| Србија                      | Председник                                  | Александар Вучић                              | Председник владе                                     | Ђуро Мацут                                |
| Украјина                    | Председник                                  | Владимир Зеленски                             | Премијер                                             | Денис Шмигаљ                              |
| Уједињено Краљевство        | Краљ                                        | Чарлс III                                     | Премијер                                             | Кир Стармер                               |
| Турска                      | Председник                                  | Реџеп Тајип Ердоган                           | Реџеп Тајип Ердоган                                  | Реџеп Тајип Ердоган                       |
| Финска                      | Председник                                  | Александар Стуб                               | Премијер                                             | Петери Орпо                               |
| Француска                   | Председник                                  | Емануел Макрон                                | Премијер                                             | Габријел Атал                             |
| Холандија                   | Краљ                                        | Вилем-Александер                              | Премијер                                             | Марк Руте                                 |
| Хрватска                    | Председник                                  | Зоран Милановић                               | Председник владе                                     | Андреј Пленковић                          |
| Црна Гора                   | Председник                                  | Јаков Милатовић                               | Председник владе                                     | Милојко Спајић                            |
| Чешка                       | Председник                                  | Петр Павел                                    | Председник владе                                     | Петр Фијала                               |
| Швајцарска                  | Председник Савезног већа                    | Карин Келер-Зутер                             | Карин Келер-Зутер                                    | Карин Келер-Зутер                         |
| Шведска                     | Краљ                                        | Карл XVI Густаф                               | Државни министар                                     | Улф Кристерсон                            |
| Шпанија                     | Краљ                                        | Фелипе VI од Шпаније                          | Председник владе                                     | Педро Санчез                              |
| Азија                       |                                             |                                               |                                                      |                                           |
| Авганистан                  | Председник                                  | Хибатула Акунџада                             | Премијер                                             | Хасан Акхунд                              |
| Бангладеш                   | Председник                                  | Мохамед Шахабудин                             | Премијер                                             | Хасина Вазед                              |
| Бахреин                     | Краљ                                        | Хамад ибн Иса ел Калифа                       | Премијер                                             | Салман Бин Хамад Ал Калифа                |
| Брунеј                      | Султан                                      | Хасанал Болкиах                               | Хасанал Болкиах                                      | Хасанал Болкиах                           |
| Бутан                       | Краљ                                        | Џигме Хесар Намгјел Вангчук                   | Премијер                                             | Шеринг Тобгај                             |
| Вијетнам                    | Генерални секретар КПВ-а                    | То Лам                                        | То Лам                                               | То Лам                                    |
| Вијетнам                    | Председник                                  | Во Ван Туонг                                  | Премијер                                             | Фам Мињ Чињ                               |
| Израел                      | Председник                                  | Ривлин Реувен                                 | Премијер                                             | Бенјамин Нетанјаху                        |
| Индија                      | Председник                                  | Друпади Мурму                                 | Премијер                                             | Нарендра Моди                             |
| Индонезија                  | Председник                                  | Прабово Субјанто                              | Прабово Субјанто                                     | Прабово Субјанто                          |
| Ирак                        | Председник                                  | Абдул Латиф Рашид                             | Премијер                                             | Мухамед Шија Ал-Судани                    |
| Иран                        | Врховни вођа                                | Али Хамнеј                                    | Председник                                           | Ебрахим Раиси                             |
| Источни Тимор               | Председник                                  | Хосе Рамос Орта                               | Премијер                                             | Шанана Гушмао                             |
| Јапан                       | Цар                                         | Нарухито                                      | Премијер                                             | Фумио Кишида                              |
| Јемен                       | Председник Председничког већа               | Рашад Ал-Алими                                | Премијер                                             | Ахмад Авад бин Мубарак                    |
| Јордан                      | Краљ                                        | Абдулах II                                    | Премијер                                             | Бишер Ал Касавни                          |
| Јужна Кореја                | Председник                                  | Јун сук-јул                                   | Премијер                                             | Хан Доксу                                 |
| Казахстан                   | Председник                                  | Касим-Жомарт Токајев                          | Премијер                                             | Ољас Бектенов                             |
| Камбоџа                     | Председник КНП-а                            | Хун Сен                                       | Хун Сен                                              | Хун Сен                                   |
| Камбоџа                     | Краљ                                        | Нородом Сихамони                              | Премијер                                             | Хун Манет                                 |
| Катар                       | Емир                                        | Тамим ибн Хамад ел Тани                       | Премијер                                             | Мухамед Бин Абдулрахман Бин Џасим Ал Тани |
| Кина                        | Председник и генерални секретар КПК-а       | Си Ђинпинг                                    | Премијер                                             | Ли Ћанг                                   |
| Киргистан                   | Председник                                  | Садир Жапаров                                 | Премијер                                             | Акилбек Жапаров                           |
| Кувајт                      | Емир                                        | Мишал Ал-Ахмад Ал-Џабер Ал-Сабах              | Премијер                                             | Ахмад Ал Абдулах Ал Сабах                 |
| Лаос                        | Председник и генерални секретар НПЛ-а       | Тонглун Сисулит                               | Премијер                                             | Сонексаи Сипадон                          |
| Либан                       | Председник                                  | нема                                          | Премијер                                             | Најиб Микати                              |
| Малдиви                     | Председник                                  | Мухамед Муиз                                  | Мухамед Муиз                                         | Мухамед Муиз                              |
| Малезија                    | Јанг ди-Пертуан Агонг (врховни вођа)        | Ибрахин ибни Султан Искандар                  | Премијер                                             | Анвар Ибрахим                             |
| Мјанмар                     | Председник                                  | Минт Шве                                      | Премијер и председник Државног административног већа | Мин Аунг Хлајнг                           |
| Монголија                   | Председник                                  | Ухнајгин Хурелсух                             | Премијер                                             | Лувсанамсраин Ојун-Ердене                 |
| Непал                       | Председник                                  | Рам Чандра Пудел                              | Премијер                                             | КП Шарма Оли                              |
| Оман                        | Султан                                      | Хаитам бин Тарик                              | Хаитам бин Тарик                                     | Хаитам бин Тарик                          |
| Пакистан                    | Председник                                  | Асиф Али Зардари                              | Премијер                                             | Шехбаз Шариф                              |
| Саудијска Арабија           | Краљ                                        | Салман од Саудијске Арабије                   | Премијер и престолонаследник                         | Мухамед бин Салман                        |
| Северна Кореја              | Врховни вођа и врховни командант            | Ким Џонг Ун                                   | Председник Президијума                               | Чо Ронг-хе                                |
| Северна Кореја              | Врховни вођа и врховни командант            | Ким Џонг Ун                                   | Премијер                                             | Ким Док Хун                               |
| Сингапур                    | Председник                                  | Тарман Шанмугаратнам                          | Премијер                                             | Лоренс Вонг                               |
| Сирија                      | De facto шеф државе                         | Ахмед ел Шара                                 | Премијер                                             | Хусеин Арнус                              |
| Тајланд                     | Краљ                                        | Рама X                                        | Премијер                                             | Паетонгтарн Шинаватра                     |
| Таџикистан                  | Председник                                  | Емомали Рахмон                                | Премијер                                             | Кохил Расулзода                           |
| Туркменистан                | Председник Народног савета                  | Курбанкули Бердимухамедов                     | Курбанкули Бердимухамедов                            | Курбанкули Бердимухамедов                 |
| Туркменистан                | Председник                                  | Сердар Бердимухамедов                         | Сердар Бердимухамедов                                | Сердар Бердимухамедов                     |
| Узбекистан                  | Председник                                  | Шавкат Мирзијојев                             | Премијер                                             | Абдула Арипов                             |
| Уједињени Арапски Емирати   | Председник                                  | Мухамед ибн Зајед ел Нахјан                   | Премијер                                             | Мохамед ибн Рашид ел Мактум               |
| Филипини                    | Председник                                  | Бонгбонг Маркос                               | Бонгбонг Маркос                                      | Бонгбонг Маркос                           |
| Шри Ланка                   | Председник                                  |                                               | Премијер                                             | Динеш Гунавардена                         |
| Северна и Централна Америка |                                             |                                               |                                                      |                                           |
| Антигва и Барбуда           | Краљ Генерални гувернер                     | Чарлс III Родни Вилијамс                      | Премијер                                             | Гастон Браун                              |
| Барбадос                    | Председник                                  | Сандра Мејсон                                 | Премијер                                             | Мија Мотли                                |
| Бахаме                      | Краљ Генерални гувернер                     | Чарлс III Синтија Прат                        | Премијер                                             | Филип Дејвис                              |
| Белизе                      | Краљ Генерални гувернер                     | Чарлс III Фројла Цалам                        | Премијер                                             | Хуан Антонио Брисењо                      |
| Гватемала                   | Председник                                  | Бернардо Аревало                              | Бернардо Аревало                                     | Бернардо Аревало                          |
| Гренада                     | Краљ Генерални гувернер                     | Чарлс III Сесил Ла Гренад                     | Премијер                                             | Дикон Мичел                               |
| Доминика                    | Председник                                  | Чарлс Саварин                                 | Премијер                                             | Рузвелт Скерит                            |
| Доминиканска Република      | Председник                                  | Луис Абинадер                                 | Луис Абинадер                                        | Луис Абинадер                             |
| Салвадор                    | Председник                                  | Најиб Букеле                                  | Најиб Букеле                                         | Најиб Букеле                              |
| Канада                      | Краљ Генерални гувернер                     | Чарлс III Мери Сајмон                         | Премијер                                             | Марк Карни                                |
| Јамајка                     | Краљ Генерални гувернер                     | Чарлс III Патрик Ален                         | Премијер                                             | Ендру Холнес                              |
| Костарика                   | Председник                                  | Родриго Чавес Роблес                          | Родриго Чавес Роблес                                 | Родриго Чавес Роблес                      |
| Куба                        | Председник и први секретар КПК-а            | Мигел Дијаз-Канел                             | Премијер                                             | Мануел Мареро Круз                        |
| Мексико                     | Председник                                  | Клаудиа Шејнбаум                              | Клаудиа Шејнбаум                                     | Клаудиа Шејнбаум                          |
| Никарагва                   | Председник                                  | Данијел Ортега                                | Данијел Ортега                                       | Данијел Ортега                            |
| Панама                      | Председник                                  | Хосе Раул Мулињо                              | Хосе Раул Мулињо                                     | Хосе Раул Мулињо                          |
| Света Луција                | Краљ Генерални гувернер                     | Чарлс III Невил Кенак                         | Премијер                                             | Ален Чејстанет                            |
| Сент Китс и Невис           | Краљ Генерални гувернер                     | Чарлс III Марчела Либурд                      | Премијер                                             | Теранс Дру                                |
| Сент Винсент и Гренадини    | Краљ Генерални гувернер                     | Чарлс III Сузан Дуган                         | Премијер                                             | Ралф Гонсалвес                            |
| Сједињене Државе            | Председник                                  | Доналд Трамп                                  | Доналд Трамп                                         | Доналд Трамп                              |
| Тринидад и Тобаго           | Председник                                  | Кристин Карла Кангалу                         | Премијер                                             | Стјуарт Јанг                              |
| Хаити                       | Председник                                  | Гари Конил                                    | Премијер                                             | Ариел Хенри                               |
| Хондурас                    | Председник                                  | Сиомара Кастро                                | Сиомара Кастро                                       | Сиомара Кастро                            |
| Јужна Америка               |                                             |                                               |                                                      |                                           |
| Аргентина                   | Председник                                  | Хавијер Милеј                                 | Хавијер Милеј                                        | Хавијер Милеј                             |
| Боливија                    | Председник                                  | Луис Арсе                                     | Луис Арсе                                            | Луис Арсе                                 |
| Бразил                      | Председник                                  | Луиз Инасио Лула да Силва                     | Луиз Инасио Лула да Силва                            | Луиз Инасио Лула да Силва                 |
| Венецуела                   | Председник                                  | Николас Мадуро                                | Николас Мадуро                                       | Николас Мадуро                            |
| Гвајана                     | Председник                                  | Ирфан Али                                     | Премијер                                             | Марк Филипс                               |
| Еквадор                     | Председник                                  | Данијел Нобоа                                 | Данијел Нобоа                                        | Данијел Нобоа                             |
| Колумбија                   | Председник                                  | Густаво Петро                                 | Густаво Петро                                        | Густаво Петро                             |
| Парагвај                    | Председник                                  | Сантијаго Пења                                | Сантијаго Пења                                       | Сантијаго Пења                            |
| Перу                        | Председник                                  | Дина Болуарте                                 | Премијер                                             | Густаво Адријансен                        |
| Суринам                     | Председник                                  | Чен Сантоки                                   | Чен Сантоки                                          | Чен Сантоки                               |
| Уругвај                     | Председник                                  | Јаманду Орси                                  | Јаманду Орси                                         | Јаманду Орси                              |
| Чиле                        | Председник                                  | Габријел Борић                                | Габријел Борић                                       | Габријел Борић                            |
| Африка                      |                                             |                                               |                                                      |                                           |
| Алжир                       | Председник                                  | Абделмађид Тебуне                             | Премијер                                             | Назир Ларбави                             |
| Ангола                      | Председник                                  | Жоао Лоренсо                                  | Жоао Лоренсо                                         | Жоао Лоренсо                              |
| Бенин                       | Председник                                  | Патрис Талон                                  | Патрис Талон                                         | Патрис Талон                              |
| Боцвана                     | Председник                                  | Дума Боко                                     | Дума Боко                                            | Дума Боко                                 |
| Буркина Фасо                | Председник и председник Патриотског покрета | Ибрахим Таоре                                 | Премијер                                             | Аполинер Келем де Тамбела                 |
| Бурунди                     | Председник                                  | Еварист Ндајишимаје                           | Премијер                                             | Жерве Ндиракобука                         |
| Габон                       | Председник                                  | Брис Олиги                                    | Премијер                                             | Ремон Ндонг Сима                          |
| Гамбија                     | Председник                                  | Адама Бароу                                   | Адама Бароу                                          | Адама Бароу                               |
| Гана                        | Председник                                  | Нана Акуфо-Адо                                | Нана Акуфо-Адо                                       | Нана Акуфо-Адо                            |
| Гвинеја                     | Председник                                  | Мамади Думбуја                                | Премијер                                             | Бах Ури                                   |
| Гвинеја Бисао               | Председник                                  | Умару Сисоко Ембало                           | Премијер                                             | Руи Дуарте де Барос                       |
| ДР Конго                    | Председник                                  | Феликс Чисекеди                               | Премијер                                             | Јудит Суминва                             |
| Египат                      | Председник                                  | Абдел Фатах ел Сиси                           | Премијер                                             | Мустафа Мадбули                           |
| Екваторијална Гвинеја       | Председник                                  | Теодоро Обијанг Нгема Мбасого                 | Премијер                                             | Мануела Рока Ботеј                        |
| Еритреја                    | Председник                                  | Исајас Афеверки                               | Исајас Афеверки                                      | Исајас Афеверки                           |
| Етиопија                    | Председник                                  | Сале-Ворк Зеуде                               | Премијер                                             | Абиј Ахмед                                |
| Замбија                     | Председник                                  | Хакаинде Хичилема                             | Хакаинде Хичилема                                    | Хакаинде Хичилема                         |
| Зеленортска Острва          | Председник                                  | Жосе Мариа Невес                              | Премијер                                             | Улизе Кореја е Силва                      |
| Зимбабве                    | Председник                                  | Емерсон Мнангагва                             | Емерсон Мнангагва                                    | Емерсон Мнангагва                         |
| Јужна Африка                | Председник                                  | Сирил Рамафоса                                | Сирил Рамафоса                                       | Сирил Рамафоса                            |
| Јужни Судан                 | Председник                                  | Салва Кир Мајардит                            | Салва Кир Мајардит                                   | Салва Кир Мајардит                        |
| Камерун                     | Председник                                  | Пол Бија                                      | Премијер                                             | Жозеф Нгуте                               |
| Кенија                      | Председник                                  | Вилијам Руто                                  | Вилијам Руто                                         | Вилијам Руто                              |
| Комори                      | Председник                                  | Азали Асумани                                 | Азали Асумани                                        | Азали Асумани                             |
| Република Конго             | Председник                                  | Денис Сасу Нгесо                              | Премијер                                             | Анатол Колине Макосо                      |
| Лесото                      | Краљ                                        | Летси III                                     | Премијер                                             | Сам Матекане                              |
| Либерија                    | Председник                                  | Жосеф Бокаи                                   | Жосеф Бокаи                                          | Жосеф Бокаи                               |
| Либија                      | Председник Председничког савета Либије      | Мухамед Ал-Менфи                              | Премијер                                             | Абдулл Хамид Дбеиб                        |
| Мадагаскар                  | Председник                                  | Андри Раџоелина                               | Премијер                                             | Кристиан Нцаи                             |
| Малави                      | Председник                                  | Лазарус Чаквера                               | Лазарус Чаквера                                      | Лазарус Чаквера                           |
| Мали                        | Председник                                  | Асими Гоита                                   | Премијер                                             | Шогел Кокала Мајига                       |
| Мароко                      | Краљ                                        | Мухамед VI                                    | Премијер                                             | Азиз Ахануш                               |
| Мауританија                 | Председник                                  | Мохамед Улд Газуни                            | Председник владе                                     | Мохамед улд Билал                         |
| Маурицијус                  | Председник                                  | Притвирајсинг Рупун                           | Премијер                                             | Правинд Џугнаут                           |
| Мозамбик                    | Председник                                  | Филипе Њуси                                   | Премијер                                             | Адријану Малејани                         |
| Намибија                    | Председник                                  | Хаџ Геингоб                                   | Премијер                                             | Сара Кугонгелва                           |
| Нигер                       | Председник                                  | Абдурахман Тчиани                             | Премијер                                             | Али Ламин Зејн                            |
| Нигерија                    | Председник                                  | Бола Тинубу                                   | Бола Тинубу                                          | Бола Тинубу                               |
| Обала Слоноваче             | Председник                                  | Аласан Уатара                                 | Премијер                                             | Робер Бегре Мамбе                         |
| Руанда                      | Председник                                  | Пол Кагаме                                    | Премијер                                             | Едуар Нгиренте                            |
| Сао Томе и Принсипе         | Председник                                  | Карлос Вила Нова                              | Премијер                                             | Патрис Тровоада                           |
| Свазиленд                   | Краљ                                        | Мсвати III                                    | Премијер                                             | Амброз Мандвуло Дламини                   |
| Сејшели                     | Председник                                  | Вавел Рамкалаван                              | Вавел Рамкалаван                                     | Вавел Рамкалаван                          |
| Сенегал                     | Председник                                  | Басиру Диомаје Фаје                           | Премијер                                             | Усман Сонко                               |
| Сијера Леоне                | Председник                                  | Џујијус Мада Био                              | Премијер                                             | Давид Сенге                               |
| Сомалија                    | Председник                                  | Хасан Шеик Мохамуд                            | Премијер                                             | Хамза Абди Баре                           |
| Судан                       | Председник                                  | Абдел Фатах Ал-Бурхан                         | Премијер                                             | Осман Хусеин                              |
| Танзанија                   | Председник                                  | Самија Сулуху Хасан                           | Премијер                                             | Касим Маџалива                            |
| Того                        | Председник                                  | Фор Насингбе                                  | Премијер                                             | Виктуар Сидемехо Томега-Догбе             |
| Тунис                       | Председник                                  | Каис Сајед                                    | Премијер                                             | Ахмед Хашани                              |
| Уганда                      | Председник                                  | Јовери Мусевени                               | Премијер                                             | Робина Набанџа                            |
| Централноафричка Република  | Председник                                  | Фостен-Аршанж Туадера                         | Премијер                                             | Феликс Молуа                              |
| Чад                         | Председник                                  | Махамат Деби                                  | Премијер                                             | Аламаје Халина                            |
| Џибути                      | Председник                                  | Исмаил Омар Геле                              | Премијер                                             | Абдулкадер Камил Мохамед                  |
| Аустралија и Океанија       |                                             |                                               |                                                      |                                           |
| Аустралија                  | Краљ Генерални гувернер                     | Чарлс III Давид Хурли                         | Премијер                                             | Ентони Албаниз                            |
| Вануату                     | Председник                                  | Никенике Вуробараву                           | Премијер                                             | Шарлот Салваи                             |
| Кирибати                    | Председник                                  | Танети Мамау                                  | Танети Мамау                                         | Танети Мамау                              |
| Маршалска Острва            | Председник                                  | Хилда Хајне                                   | Хилда Хајне                                          | Хилда Хајне                               |
| Микронезија                 | Председник                                  | Весли Симина                                  | Весли Симина                                         | Весли Симина                              |
| Науру                       | Председник                                  | Дејвид Адинг                                  | Дејвид Адинг                                         | Дејвид Адинг                              |
| Нови Зеланд                 | Краљ Генерални гувернер                     | Чарлс III Синди Киро                          | Премијер                                             | Кристофер Луксон                          |
| Палау                       | Председник                                  | Сурангал Уипс                                 | Сурангал Уипс                                        | Сурангал Уипс                             |
| Папуа Нова Гвинеја          | Краљ Генерални гувернер                     | Чарлс III Роберт Дадае                        | Премијер                                             | Џејмс Марапе                              |
| Самоа                       | О ле Ао О ле Мало                           | Туималеалифано Валетоа Суалауви               | Премијер                                             | Наоми Матафа                              |
| Соломонова Острва           | Краљ Генерални гувернер                     | Чарлс III Дејвид Вунаги                       | Премијер                                             | Јеремијах Манеле                          |
| Тонга                       | Краљ                                        | Тупоу VI                                      | Премијер                                             | Сиаоси Совалени                           |
| Тувалу                      | Краљ Генерални гувернер                     | Чарлс III Тофига Ваевалу Фалани               | Премијер                                             | Фелети Тео                                |
| Фиџи                        | Председник                                  | Вилијаме Катонивере                           | Премијер                                             | Ситивени Рабука                           |